# Kim Do-hoon
Kim Do-hoon (tiếng Hàn: 김도훈; Hanja: 金度勳; Hán-Việt: Kim Độ Huân; sinh ngày 21 tháng 7 năm 1970) là một huấn luyện viên và cựu cầu thủ bóng đá chuyên nghiệp người Hàn Quốc.
Thời còn thi đấu, Kim Do-hoon chơi ở vị trí tiền đạo cho Jeonbuk Hyundai Motors, Vissel Kobe, Seongnam Ilhwa Chunma và đội tuyển quốc gia Hàn Quốc.

## Sự nghiệp cầu thủ
Thời còn thi đấu bóng đá chuyên nghiệp, Kim Do-hoon đã từng chơi cho Jeonbuk Hyundai Motors, Vissel Kobe và Seongnam Ilhwa Chunma. Ông cũng là thành viên của đội tuyển quốc gia Hàn Quốc tham dự Giải vô địch bóng đá thế giới 1998 tại Pháp.
Ngày 28 tháng 3 năm 1999, Kim ghi bàn thắng duy nhất trong chiến thắng 1–0 của Hàn Quốc trước Brasil. Nhờ bàn thắng này, Hàn Quốc đã trở thành quốc gia châu Á đầu tiên và duy nhất tính tới hiện tại đánh bại được Brasil.

## Sự nghiệp huấn luyện
Kim Do-hoon bắt đầu sự nghiệp huấn luyện của mình từ vị trí trợ lý huấn luyện viên của đội Seongnam Ilhwa Chunma năm 2005 cho đến năm 2012. Năm 2013 ông chuyển sang làm trợ lý cho đội Gangwon. Năm 2014 ông làm trợ lý cho đội U-20 Hàn Quốc. Sau đó, ông dẫn dắt Incheon United từ 2015 đến 2016 và Ulsan Hyundai từ 2016 đến 2020 tại K League 1, giải đấu cao nhất của bóng đá Hàn Quốc. Khi làm việc tại Ulsan, ông đã đưa đội bóng của mình giành chức vô địch AFC Champions League 2020.
Ngày 18 tháng 5 năm 2021, Kim được bổ nhiệm làm huấn luyện trưởng của câu lạc bộ Lion City Sailors của Giải bóng đá ngoại hạng Singapore theo bản hợp đồng 2 năm rưỡi. Trong mùa giải đầu tiên của mình, ông đã cùng đội bóng giành chức vô địch Ngoại hạng Singapore 2021.
Ngày 24 tháng 7 năm 2022, Kim Do-hoon đã có tình huống húc đầu vào trợ lý huấn luyện viên Mustafic Fahrudin của Tampines Rovers ở những phút cuối trận. Ngày 11 tháng 8 năm 2022, ông đã từ chức sau khi nhận án cấm chỉ đạo 3 trận vì hành vi bộc phát của mình.